# Cuillin
I Cuillin (in lingua gaelica scozzese: An Cuilthionn o An Cuiltheann) è una catena di montagne rocciose situata sull'isola di Skye, in Scozia. I veri Cuillin sono conosciuti come Black Cuillin (Cuillin Neri), per distinguersi dai Red Cuillin (Cuillin Rossi, in gaelico scozzese na Beanntan Dearga, conosciuti localmente anche come Colline Rosse), lungo Glen Sligachan. Le colline dei Red Cuillin sono più basse, ed essendo meno rocciose, contano meno punti di arrampicata o salita.
Il punto più alto dei Cuillin, e dell'isola di Skye, è Sgùrr Alasdair nei Black Cuillin a 992 m (3,255 ft). I Cuillin sono una delle 40 aree panoramiche nazionali della Scozia.

## Black Cuillin

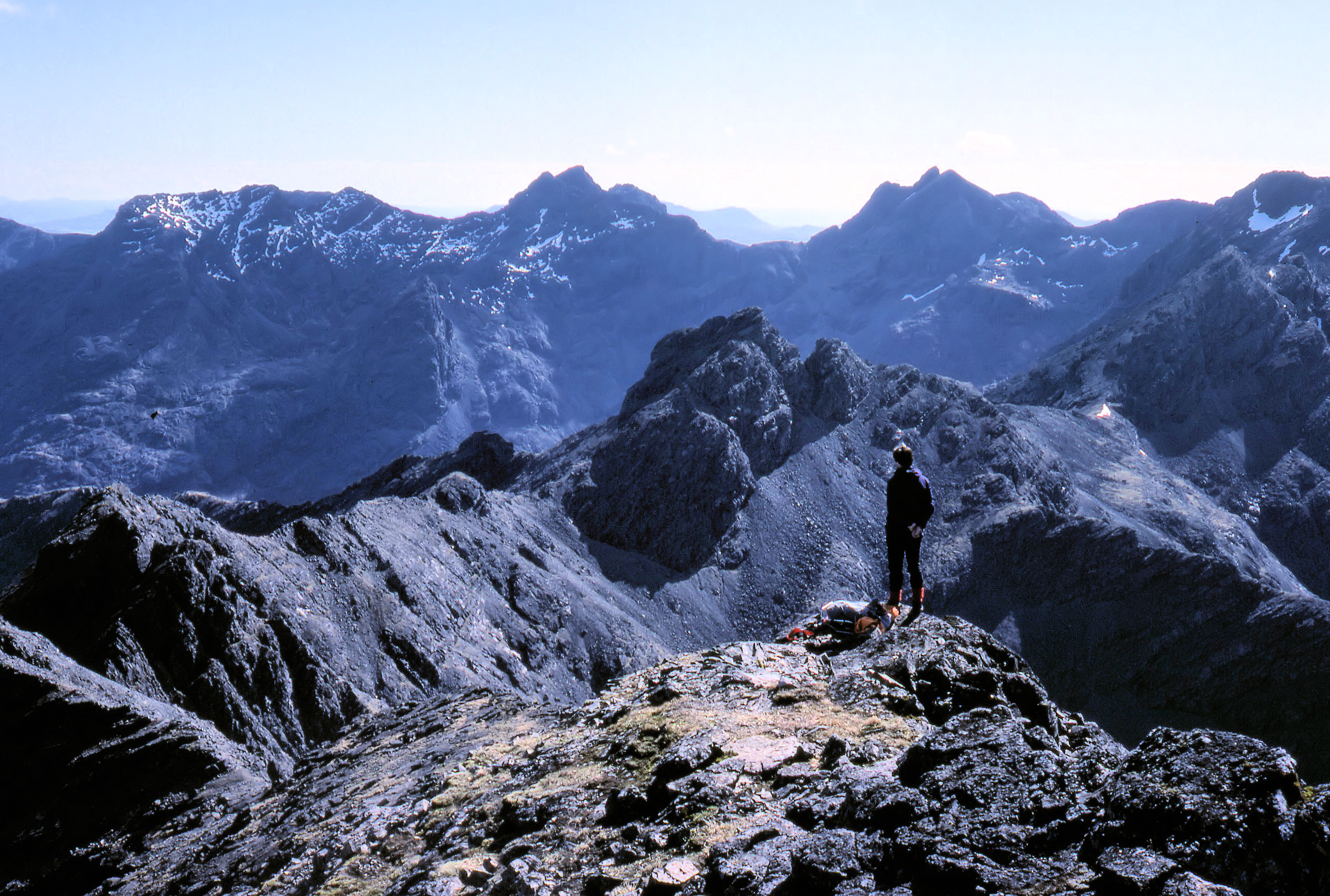
La catena principale

Le cime dei Black Cuillin sono composte principalmente da gabbro, una roccia magmatica molto grezza e scura, che fornisce ottimi appigli per gli scalatori, e di basalto, che può diventare molto scivoloso quando è bagnato. I picchi sono in roccia nuda, con contorni frastagliati e ripidi pendii, oltre che conche e avvallamenti a strapiombo. Dodici cime del Black Cuillin sono censite come munro, anche se uno di essi, Blaven, è parte di un gruppo anomali separato dal Glen Sligachan dal resto della catena principale

## Red Cuillin (Colline Rosse)

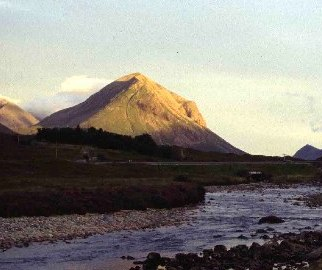
Marsco, nei Red Cuillin

Il Red Cuillin (Na Beanntan Dearga in gaelico scozzese) sono talvolta definiti "Colline Rosse". Sono composti principalmente da granito, di colore più sbiadito del gabbro, e che appare di una tinta rossa se colpito dalla luce in determinati angoli. Queste colline sono state modellate dal clima in maniera maggiormente rotondeggiante, e la vegetazione ne copre le cime e i lunghi ghiaioni lungo i fianchi.
Il punto più elevato è Glamaig, una delle due corbette su Skye (l'altra è Garbh-bheinn).